# Zabrđe (Gradec)
 Zabrđe  falu Horvátországban Zágráb megyében. Közigazgatásilag Gradechez tartozik.

## Fekvése
Zágrábtól 42 km-re északkeletre, községközpontjától  4 km-re délkeletre, az A12-es autópálya mellett a megye északkeleti részén fekszik.

## Története
A településnek 1857-ben 250, 1910-ben 401 lakosa volt. Trianonig Belovár-Kőrös vármegye Belovári járásához tartozott. 2001-ben 188 lakosa volt.

## Lakosság
| Lakosság változása | Lakosság változása | Lakosság változása | Lakosság változása | Lakosság változása | Lakosság változása | Lakosság változása | Lakosság változása | Lakosság változása | Lakosság változása | Lakosság változása | Lakosság változása | Lakosság változása | Lakosság változása | Lakosság változása |  |
| ------------------ | ------------------ | ------------------ | ------------------ | ------------------ | ------------------ | ------------------ | ------------------ | ------------------ | ------------------ | ------------------ | ------------------ | ------------------ | ------------------ | ------------------ |  |
| 1857               | 1869               | 1880               | 1890               | 1900               | 1910               | 1921               | 1931               | 1948               | 1953               | 1961               | 1971               | 1981               | 1991               | 2001               |  |
| 250                | 227                | 253                | 316                | 359                | 401                | 399                | 414                | 371                | 367                | 334                | 278                | 239                | 204                | 188                |  |

## Külső hivatkozások
Gradec község hivatalos oldala